# Motorola E770
El teléfono móvil Motorola E770 (también conocido como E770V) es un teléfono 3G, ya que opera primariamente en la tercera generación de redes de telefonía móvil.
El E770V recuerda bastante al famoso modelo de Motorola E398; no obstante, las diferencias de hardware son bastante grandes.

## Características
- Antena integrada
- Tribanda - 900/1800/1900 MHz
- Navegador WAP 2.0
- Datos mediante cable USB o Bluetooth
- Bluetooth v 1.2 [a2dp]
- Memoria interna - 32MB
- Tarjeta de memoria externa MicroSD (©Transflash)
- Captura de video, reproducción, descarga y streaming
- 2 cámaras digitales VGA integradas
- MP3, música MP4 y soporte "Realtone" (polifónico).
- Vibrador
- Videomensajes
- Video playback pantalla completa a 176/144 30fps
- nvidia goforce 4000 gpu

## Comportamiento
- Peso: 108 gramos
- Tiempo de habla: 160 minutoss
- Tiempo en espera: 260 horas